# Bataille de Pultusk (1806)
Pour les articles homonymes, voir Bataille de Pułtusk.
Quatrième Coalition
Batailles
- Cap-Vert (navale)
- San Domingo (navale)
- Río de la Plata
- Pornichet (navale)

- Raguse
- Castel-Nuovo

Campagne de Prusse (1806)
- Schleiz
- Saalfeld
- Auerstaedt
- Iéna
- Halle
- Magdebourg
- Stettin
- Lübeck
- Glogau
- Golymin
- Pułtusk
- Stralsund

Campagne de Pologne (1807)
- Eylau
- Ostrołęka
- Colberg
- Dantzig
- Guttstadt
- Heilsberg
- Friedland

La seconde bataille de Pułtusk eut lieu le 26 décembre 1806 pendant les guerres napoléoniennes près de Pułtusk, en Pologne, entre 50 000 soldats russes sous les ordres du général Levin Bennigsen et 24 000 soldats français sous les ordres du maréchal Jean Lannes, durant la campagne de Prusse et de Pologne.
Malgré leur forte supériorité numérique et leur artillerie, les Russes ont subi les attaques françaises, avant de se retirer le jour suivant en ayant subi de plus lourdes pertes que les Français, désorganisant leur armée pour le reste de l'année.

## Contexte
Après la conquête de la Prusse en automne 1806, les troupes russes de Benningsen, fortes de 60 000 hommes, arrivent alors sur la Vistule. Napoléon entre alors en Pologne pour les affronter. Traversant la Vistule, l'armée française menée par Joachim Murat prend Varsovie le 28 novembre, où Napoléon fait son entrée le 18 décembre au soir.

## La bataille

### Prémices
L'armée russe est commandée par le maréchal Mikhaïl Kamenski, âgé et presque infirme. La première armée russe d'environ 55 000  à   68 000 hommes, commandée par le comte Bennigsen, attend en arrière de la Vistule le long de la rivière Wkra, afin de s'unir à la deuxième armée, forte d'environ 37 000 hommes, sous le commandement de Buxhoeveden, qui vient de Russie et est encore à 15 jours de marche de la première armée. Début décembre, réalisant qu'il laisse ainsi aux Français l'occasion de traverser la Vistule, Kamenski avance pour essayer de regagner les rives du fleuve. Les Français traversent la Bug à Modlin le 10 décembre, tandis que le reste de l'armée prussienne commandé par Lestocq échoue à reprendre Toruń. Le 11 décembre Bennigsen donne l'ordre de tenir le cours de la Wkra.
À la nouvelle, Napoléon pense que les Russes sont en train de faire retraite. Il commande à Murat, qui a sous ses ordres le 3e corps de Davout, le 7e d'Augereau, le 5e de Lannes et le 1er corps de cavalerie de réserve, de poursuivre vers Pułtusk tandis que le 6e corps de cavalerie de Ney, le 1er de Bernadotte et le 2e corps de cavalerie de réserve de Bessières contourneront les Russes par la droite et le que le 4e corps de Soult fera le lien entre les deux ailes.
Kamenski commande d'avancer pour soutenir les troupes sur la rivière Wkra. Cela retarde les Français qui éprouvent des difficultés à traverser la rivière, jusqu'à ce que Davout ne trouve, le 22 décembre, le moyen de traverser à la jonction de la Wkra et de la Bug.
Le 23 décembre, après un engagement à Soldau avec le corps de Ney, les Prussiens de Lestocq sont conduits au nord vers Königsberg. Le même jour, Davout livre le combat de Czarnowo (en) face aux Russes après avoir traversé la Wkra. Réalisant le danger, Kamenski commande la retraite sur Ostrołęka. Bennigsen refuse et se dirige vers Pułtusk, en direction de la réserve et des ponts de la Narew. Il a de disponible la 22e division d'Ostermann-Tolstoï, la 6e division de Sedmaratzki, et une partie de la 4e division de Galitzine et de la 3e d'Osten-Sacken.
Du côté des Français, le but est d'encercler Benningsen avant l'arrivée des renforts du général Buxhoeveden : Bessières, Bernadotte et Ney vers le nord-est, doivent couper Benningsen de la Prusse orientale ; Murat, Soult, Davout, Augereau et Lannes doivent pousser Benningsen vers le nord, dans les bras de leurs camarades. Mais ni Soult, ni Bessières, ni Bernadotte ne rencontrent les Russes. Au nord-ouest, la plus grande partie de la division du général Galitzine et la 5e division du général Dokhtourov sont arrêtées à Golymin près d'Ostrołęka par les forces de Murat, Davout et Augereau.

### Conditions météo
Les conditions météo ont joué un rôle très important et occasionné bien des difficultés d'un côté comme de l'autre. Le temps doux d'automne avait duré plus longtemps que les autres années. Après les boues de l'automne, le gel et le dégel successifs avaient détruit les routes. Il y avait eu le 17 décembre un léger redoux, et un autre les 26 et 27 décembre. Les deux camps éprouvaient beaucoup de difficultés à manœuvrer, en particulier les Français qui avançaient plus vite que leur artillerie. Davout mit jusqu'à deux heures pour parcourir 4 km. La boue gène grandement la progression du 5e corps de Lannes : entre le 24 et le 25 décembre, il fait à peine trois lieues, et doit laisser son artillerie en arrière, sans pouvoir non plus compter sur sa cavalerie pour servir d'éclaireur. Le maréchal lui-même tombe malade.
Il y avait également des difficultés avec l'approvisionnement. Le capitaine Marbot, qui servait alors avec Augereau, écrivit :

« Il a plu et neigé incessamment. Les provisions sont devenues très rares ; plus de vin, à peine plus de bière, et ce qui est disponible est gâté, pas de pain, pour les rations nous avons dû abattre les porcs et les vaches […] il aurait fallu que la gelée raffermît le terrain, qui se trouvait au contraire tellement mou et délayé, qu'on y enfonçait à chaque pas et qu'on vit plusieurs hommes, notamment le domestique d'un officier du 7e corps se noyer, eux et leurs chevaux, dans la boue ! »

### Champ de bataille
Pułtusk se trouve sur les rives de la Narew. La route de Strzegocin traverse la rivière par un pont et se dirige au nord-ouest vers Golymin (en). Une deuxième route, venant de Varsovie entre dans la ville au sud-ouest, et conduit le long de la rive occidentale vers Różan. Avant qu'elle n'atteigne Pułtusk, cette route est rejointe par celle de Nasielsk. Une dernière route se dirige au nord de la ville vers Maków.
À l'ouest de la ville de Pułtusk se trouve une grande forêt puis, à mesure que l'on se rapproche de la ville, le terrain se découvre et s'élève, formant une sorte de plateau qui se finit vers Pułtusk, encaissant ainsi la Narew, coulant du sud au nord, derrière la ville. Devant Pułtusk s'étend un terrain plat, dégagé et boueux. Au nord de la ville, des bois couronnent une hauteur près du village de Moszyn. Au sud de Pułtusk, la Narew coule, encaissée à l'ouest et entourée de bois à l'ouest.

### Forces en présence

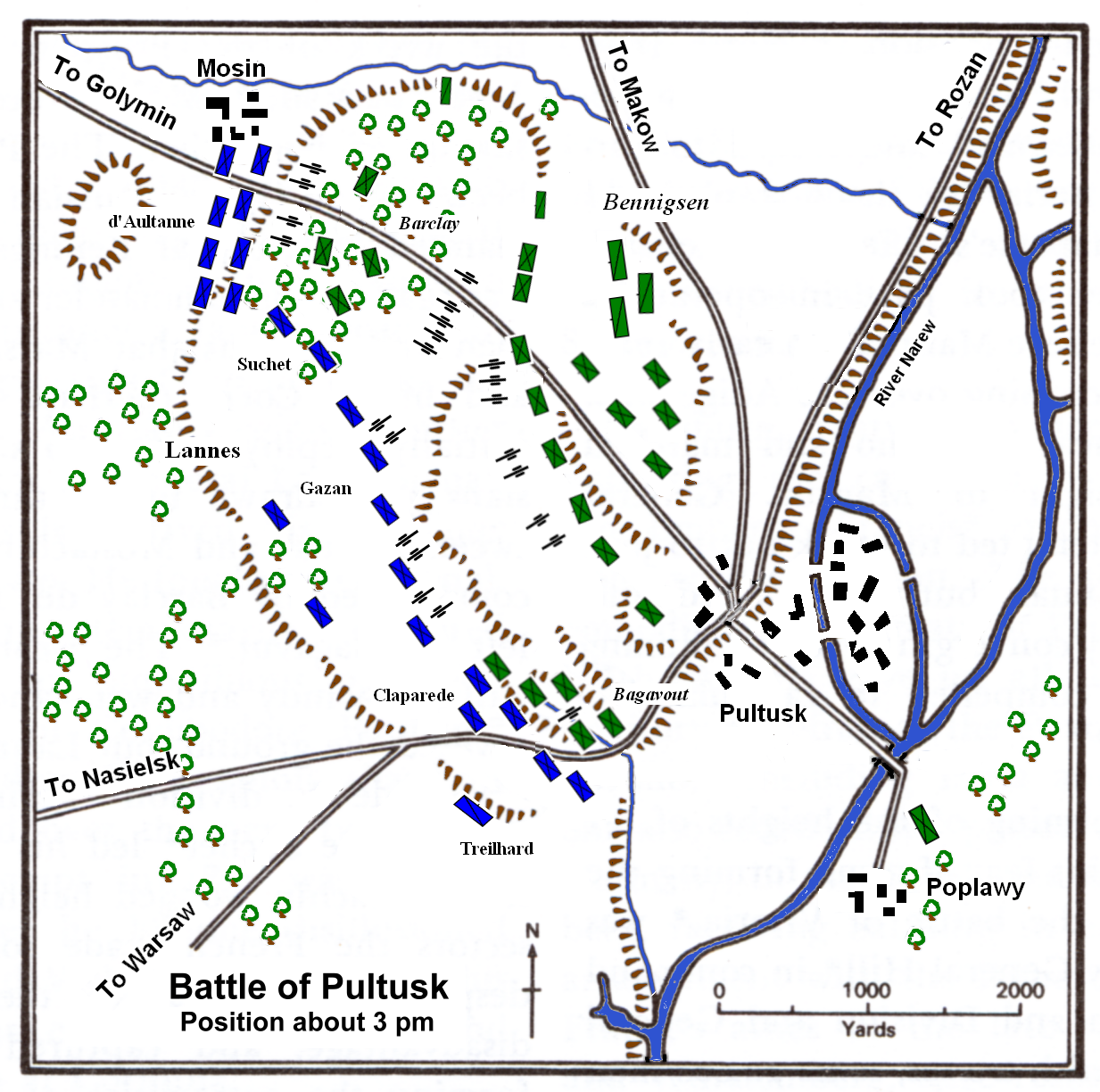
Le champ de bataille vers 15 heures.

Bennigsen, qui ne sait pas exactement ce qu'il a devant lui, range ses forces le long de la route de Pułtusk à Golymin, sur trois lignes composées respectivement de 21, 18 et 5 bataillons. La gauche se repose sur la ville, la droite sur le bois de Moszyn. L'artillerie, composée de cinquante pièces de gros calibre, est placée devant la première ligne. À l'extrême droite, le général Barclay de Tolly occupe une partie du bois de Moszyn avec trois bataillons, un régiment de cavalerie et une batterie d'artillerie couvrant la route de Golymin. Le général Bagavout couvre la gauche de la ligne au pont qui enjambe la Narew, il tient une position située devant le ravin avec dix bataillons, deux escadrons des dragons et une batterie d'artillerie. 28 escadrons de cavalerie sont déployés en bordure de l'arête, et la cavalerie cosaque est déployée devant Barclay et Bagavout. L'armée russe regroupe donc 50 000 hommes, dont 5 000 cavaliers réguliers, plus quelques milliers de cosaques.
Lannes a pour ordre de rejoindre Pułtusk, après avoir traversé la Wkra à la suite de Davout. Il a avec lui les divisions Suchet et Gazan, et la brigade de cavalerie de Treilhard ; sont présents également les dragons du général Beker (deux brigades) et, en couverture et à son insu, la division du général Gudin, détachée du corps de Davout pour faire le lien entre les deux maréchaux. Lannes a donc en propre 18 000 hommes (il a dû laisser derrière lui deux régiments mal équipés), plus une division de 5  à   6 000 soldats en arrière, mais seulement quelques canons de bataillon.

### Déroulement
Lannes part à l'attaque avec la division Suchet, laissant celle de Gazan en réserve sur la lisière du bois.
Le 17e léger et le 88e de ligne refoulent l'avant-garde russe. Formant ses troupes en trois colonnes, Lannes envoie sur la gauche la colonne des généraux Victor et Reille avec le 34e et un bataillon du 88e soutenus par la 1re brigade de dragons du général Boussart. Ils marchent sur la droite russe, où ils rencontrent une force bien appuyée par l'artillerie. La colonne de Lannes, au centre, commandée par le général Védel, est composée du 64e et de l'autre bataillon du 88e. Elle part couper la retraite de l'aile gauche russe, en ciblant le pont de la Narew. Dans le même temps, la troisième colonne commandée par le général Claparède, composée du 17e léger, attaque directement la gauche russe avec l'aide de la brigade Treilhard.
Cette attaque manque de peu de désorganiser complètement l'aile russe, mais le bataillon du 88e aperçoit trop tard la cavalerie russe charger, et est rompu, ce qui affaiblit les Français. Au centre, la brigade de dragons du général Viallanes empêche l'avancée russe. Victor et Reille ont plus de mal face à Barclay et ses 15 000 hommes soutenus par l'artillerie.
Du côté russe, la division Tolstoï ne fait aucun mouvement pour anéantir la colonne de Victor et de Reille, autant par crainte de la division Gazan, toute proche, que par l'arrivée prochaine des troupes de Gudin, qui sont cachées par le bois de la vue des Français. Celle-ci arrive tard sur le champ de bataille, menée par le général d'Aultanne, chef d'état-major du 3e corps. Celui-ci prévient Lannes de son arrivée et s'attaque directement à l'aile droite russe. Mais la nuit tombant, celle-ci fait mouvement pour passer entre la division Gudin et le corps de Davout, désormais très éloigné. Le 34e est débordé, mais le 83e de Gudin tient bon.
Le combat dure jusqu'à huit heures du soir. Les Français se préparent à reprendre les attaques le lendemain, mais les Russes profitent de la nuit pour déserter le lieu, passant rapidement la Narew ; le 27, Lannes peut occuper Pułtusk.

« Ce fut un vrai jour du jugement dernier […] il pleuvait et il neigeait, un vent glacial soufflait. Les chevaux de notre cavalerie avaient de la boue jusqu'au ventre, c'est pourquoi elle ne put rien entreprendre. L'infanterie russe chargea deux fois à la baïonnette, mais elle fut refoulée avec des pertes sévères. Presque personne ne tenait plus à sa vie, car le gel prenait les gens mouillés, donc tous furent transis, et il semblait à chacun qu'ils se trouvaient comme entre deux planches de bois. Il fut impossible de fléchir les bras, car de la glace craquait sur le corps, le froid et avec ça la faim, mieux vaut la mort qu'une telle vie. »

### Bilan
Les Russes laissent 2 000 prisonniers, environ 3 000 tués ou blessés, ainsi que la majeure partie de leur artillerie. Du côté français,
il y a 1 500 blessés ou tués ; beaucoup d'officiers ont été blessés : Védel, Claparède, Treilhard et Lannes lui-même légèrement. Toujours malade, Lannes rend un rapport sur la bataille très incomplet et incohérent, passant notamment sous silence le rôle de la division Gudin. Du côté russe, Benningsen écrit fort étonnamment au tsar Alexandre Ier qu'il vient de remporter à Pułtusk une victoire sur Napoléon et sur trois corps de maréchaux, ainsi que sur la cavalerie de Murat. Il reçoit en échange de cette nouvelle le commandement général des armées russes en Pologne, ainsi que l'ordre d'en finir avec la Grande Armée.
Le général Laffargue estime que la réussite française doit tout à Lannes :

« En tous cas, c'est lui [Lannes] seul, alors qu'il était rongé par la fièvre depuis huit jours, qui a osé l'engager; osé avec moins de vingt mille hommes, en défier cinquante mille; osé marcher sans canon, sans une artillerie formidable. Et ce malade a trouvé en lui-même un dynamisme capable d'imprimer à sa troupe une telle force vive que Benningsen, pris à la gorge, a été vaincu parce qu'il s'est persuadé qu'il était vaincu. Voilà le miracle dû à la seule supériorité de la force d'âme, réalisé par Lannes à Pułtusk. »

## Conséquences
L'armée russe, durement poursuivie par l'armée française, parvient non sans mal à faire retraite, profitant du fait que le mauvais temps ralentit ses poursuivants. Les Russes perdent néanmoins leur artillerie et leurs bagages dans l'affaire, mais la Grande Armée doit prendre ses quartiers d'hiver, et ne peut poursuivre plus en avant son adversaire.
Celui-ci est donc désorganisé, et ne peut plus mener l'offensive pour le moment, mais les Français sont dans le même cas. Les Russes vont donc pouvoir se regrouper et se réapprovisionner pour contre-attaquer les Français au printemps.

## Sources
- (en) Cet article est partiellement ou en totalité issu de l’article de Wikipédia en anglais intitulé « Battle of Pułtusk » (voir la liste des auteurs) dans sa version du 25 mai 2007.